# Erich Mattern
Erich Mattern (* 1904 in Hofgeismar; † 1966 in Hamm) war ein deutscher Architekt. Er war der jüngere Bruder des Landschaftsarchitekten Hermann Mattern.
Mattern schuf in seinen Büros in Düsseldorf, Siegen und Hamm mit bis zu 50 Mitarbeitern zahlreiche Großbauten und Siedlungen – hauptsächlich in Nordrhein-Westfalen. Nachdem Mattern in den Jahren von 1930 bis 1939 durch Wohnhäuser im Stil des Neuen Bauens und Kinobauten im östlichen Ruhrgebiet auf sich aufmerksam gemacht hatte, entstanden unter seiner Federführung ab 1946 in Bonn, Düsseldorf, Siegen sowie im Ruhrgebiet Siedlungen mit über 12.000 Wohnungen, die sich durch klare und auf die Bedürfnisse der Bewohner ausgerichtete Grundrisse auszeichneten. Weitere Bauaufgaben waren Krankenhäuser, Schulen und andere öffentliche Gebäude sowie öffentliche Räume wie der Marktplatz in Heessen. 

## Bauten und Entwürfe
- 1930: Kino „Diana-Theater“ in Hamm, Weststraße (1944 durch Bombenangriff zerstört)
- 1933–1934: Wohnhaus, Bürogebäude, Lagergebäude und Autohalle für Gebr. Kieserling in Hamm[3]
- 1934: Wohnhaus und Arztpraxis in Hamm, Ostenallee
- 1935: Wohnhaus und Atelier in Hamm, Weidenstraße (heutige Ludwig-Erhard-Straße)
- vor 1951: Siedlung Duisdorf in Bonn[4]
- 1950–1951: Wohnsiedlung der Ford-Werke in Köln (in Planungsgemeinschaft mit Philipp Feger und Erwin Mahs; Bauherr: Neue Heimat)[5]
- bis 1951: Neue-Heimat-Siedlung in Heessen (Grünplanung von Hermann Mattern)
- 1951: Belgische Schule in Siegen[6]
- vor 1956: Mehrfamilienhaus in Düsseldorf[7]
- vor 1958: Wohnsiedlung in Endenich (in Planungsgemeinschaft mit Erwin Mahs und Fritz Jaspert)[8]
- Bundeswehrkrankenhaus Hamm
- um 1960: Wohnhochhaus in Hamm, Ostring